# Jesus Freak: 10th Anniversary Special Edition
Jesus Freak: 10th Anniversary Special Edition é uma reedição do disco de maior sucesso da banda dC Talk, Jesus Freak de 1995.
Este álbum contém dois discos; o primeiro com todas as músicas do original e o segundo com músicas gravadas ao vivo e algumas demos.

## Faixas

### Disco 1
1. "So Help Me God" – 4:39
2. "Colored People" – 4:26
3. "Jesus Freak" – 4:49
4. "What If I Stumble" – 5:06
5. "Day by Day" – 4:30
6. "Mrs. Morgan" – 0:57
7. "Between You and Me" – 4:59
8. "Like It, Love It, Need It" – 5:23
9. "Jesus Freak (Reprise)" – 1:17
10. "In the Light" – 5:05
11. "What Have We Become?" – 6:08
12. "Mind's Eye" – 5:17
13. "Alas, My Love" – 5:17

### Disco 2
1. "So Help Me God" (Savadocious Junk Yard Mix 1974) - 4:13
2. "Jesus Freak" (The Savage Perspective Mix) - 4:42
3. "What If I Stumble?" (DoubleDutch Remix) - 4:19
4. "Between You And Me" (fab Remix) - 4:58
5. "Like It, Love It, Need It" (dDubb Remix) - 4:18
6. "What Have We Become?" (dDubb Remix) - 4:14
7. "Mind’s Eye" (1995 A Swing and a Miss Mix featuring Mark Heimermann - Unreleased Demo Version) - 5:06
8. "Jesus Freak" (1995 Gotee Bros. Freaked Out Remix) - 4:40
9. "Help!" (Live) - 0:59
10. "Colored People" (Live) - 4:45
11. "It’s The End of the World (As We Know It)" (Live) - 2:12
12. "I Wish We’d All Been Ready" (Live) - 3:37
13. "40" (Live) - 2:37
14. "In The Light" (Instrumental Version) - 5:21